# Nasty Old People
Nasty Old People är en svensk dramafilm från 2009, gjord av Hanna Sköld, Tangram Film.
Nasty Old People är släppt under en Creative Commons by-nc-sa licens. Den är även den första spelfilmen som har haft premiär på fildelningssajten The Pirate Bay. Den visades i Sveriges Television 2010 som del i satsningen Frizon.

## Rollista
- Febe Nilsson – Mette
- Torkel Petersson – trädgårdsmästaren
- Anna Nevander – Ida
- Karin Bertling – Elsie
- Cecile Anckarswärd – Märta
- Rune Bergman – Harald
- Håkan Jeppson	– Mr. W
- David Book – nynazist